# Кубок Украинской ССР по футболу 1940
В финальной стадии розыгрыша Кубка УССР 1940 года приняли участие 40 команд. Впервые трофей выиграло днепропетровское «Динамо»

## 1-й круг
| Город     | Команда                 | Счёт | Команда                 |
| --------- | ----------------------- | ---- | ----------------------- |
| Винница   | «Знание» (Винница)      | 0:2  | «Локомотив Юга» (Киев)  |
| Ровно     | «Спартак» (Ровно)       | 4:1  | Сборная Золочева        |
| Запорожье | «Локомотив» (Запорожье) | 3:1  | «Наука» (Киев)          |
| Львов     | «Спартак» (Львов)       | 8:1  | «Спартак» (Луцк)        |
| Сумы      | «Сахарник» (Сумы)       | 2:1  | «Спартак» (Чернигов)    |
| Харьков   | «Зенит» (Харьков)       | 0:0  | «Зенит» (Ворошиловград) |
| Харьков   | «Зенит» (Харьков)       | 2:0  | «Зенит» (Ворошиловград) |
| Станислав | «Динамо» (Станислав)    | 1:2  | «Локомотив» (Тарнополь) |
| Дрогобыч  | «Спартак» (Дрогобыч)    | 5:3  | «Спартак» (Станислав)   |

## 2-й круг
| Город            | Команда                                         | Счёт | Команда                   |
| ---------------- | ----------------------------------------------- | ---- | ------------------------- |
| Полтава          | «Спартак» (Полтава)                             | 6:1  | «Сельмаш» (Кировоград)    |
| Запорожье        | «Завод им. Баранова» (Запорожье)                | 1:0  | «Трактор» (Харьков)       |
| Харьков          | «Локомотив» (Харьков)                           | 3:0  | «Авангард» (Горловка)     |
| Днепродзержинск  | «Сталь» (Днепродзержинск)                       | 3:1  | «Авангард» (Фастов)       |
| Харьков          | «Динамо» (Харьков)                              | 1:0  | «Знание» (Херсон)         |
| Днепропетровск   | «Сталь» (завод им. К.Либкнехта, Днепропетровск) | 3:1  | «Локомотив» (Котовск)     |
| Ровно            | «Спартак» (Ровно)                               | 4:2  | «Спартак» (Дрогобыч)      |
| Николаев         | «Судостроитель-2» (Николаев)                    | 0:0  | «Динамо» (Днепропетровск) |
| Николаев         | «Судостроитель-2» (Николаев)                    | 0:0  | «Динамо» (Днепропетровск) |
| Николаев         | «Судостроитель-2» (Николаев)                    | 0:3  | «Динамо» (Днепропетровск) |
| Харьков          | «Зенит» (Харьков)                               | 1:0  | «Локомотив Юга» (Киев)    |
| Орджоникидзе     | «Стахановец» (Орджоникидзе)                     | 1:2  | «Локомотив» (Одесса)      |
| Сталино          | «Зенит» (Сталино)                               | 3:2  | «Локомотив» (Лозовая)     |
| Сумы             | «Сахарник» (Сумы)                               | 1:4  | «Локомотив» (Запорожье)   |
| Львов            | «Спартак» (Львов)                               | 8:1  | «Локомотив» (Тарнополь)   |
| Бердичев         | «Авангард» (Бердичев)                           | 3:0  | «Локомотив» (Вознесенск)  |
| Краматорск       | «Авангард» (завод им. Орджоникидзе, Краматорск) | 7:0  | «Азот» (Ровеньки)         |
| Каменец-Подольск | «Динамо» (Каменец-Подольск)                     | +:-  | «Спартак» (Одесса)        |

## 3-й круг
| Город           | Команда                          | Счёт | Команда                                         |
| --------------- | -------------------------------- | ---- | ----------------------------------------------- |
| Бердичев        | «Авангард» (Бердичев)            | 4:2  | «Спартак» (Полтава)                             |
| Днепродзержинск | «Сталь» (Днепродзержинск)        | 0:2  | «Локомотив» (Харьков)                           |
| Запорожье       | «Завод им. Баранова» (Запорожье) | 1:2  | «Сталь» (завод им. К.Либкнехта, Днепропетровск) |
| Одесса          | «Локомотив» (Одесса)             | 2:1  | «Динамо» (Харьков)                              |
| Днепропетровск  | «Динамо» (Днепропетровск)        | 3:0  | «Авангард» (завод им. Орджоникидзе, Краматорск) |
| Запорожье       | «Локомотив» (Запорожье)          | 2:1  | «Спартак» (Львов)                               |
| Харьков         | «Зенит» (Харьков)                | 5:1  | «Спартак» (Ровно)                               |
| Сталино         | «Зенит» (Сталино)                | 7:0  | «Динамо» (Каменец-Подольск)                     |

## Четвертьфиналы
| Город          | Команда                   | Счёт | Команда                                         |
| -------------- | ------------------------- | ---- | ----------------------------------------------- |
| Сталино        | «Зенит» (Сталино)         | 4:0  | «Сталь» (завод им. К.Либкнехта, Днепропетровск) |
| Днепропетровск | «Динамо» (Днепропетровск) | 2:1  | «Зенит» (Харьков)                               |
| Харьков        | «Локомотив» (Харьков)     | 3:0  | «Локомотив» (Запорожье)                         |
| Одесса         | «Локомотив» (Одесса)      | 3:0  | «Авангард» (Бердичев)                           |

## Полуфиналы
| Город   | Команда              | Счёт | Команда                   |
| ------- | -------------------- | ---- | ------------------------- |
| Сталино | «Зенит» (Сталино)    | 0:0  | «Динамо» (Днепропетровск) |
| Сталино | «Зенит» (Сталино)    | 1:3  | «Динамо» (Днепропетровск) |
| Одесса  | «Локомотив» (Одесса) | 1:0  | «Локомотив» (Харьков)     |

## Финал
| 1 сентября, 1940 | \| «Динамо» Днепропетровск \| 2:2 \| «Локомотив» Одесса \| | Стадион: «Динамо», Днепропетровск |
| Динамо (Днепропетровск): Голод, Гутарев, Ломакин, Чеканов, Алексопольский, Катков, Старостин, Динер, Клецкин, Ковалев, Пурунжан, Курчанинов, Хохлов, Забуга Главный тренер: Николай Бородин |                                                            |                                   |
| «Динамо» Днепропетровск | 2:2                                                        | «Локомотив» Одесса                |

| 2 сентября, 1940 | \| «Динамо» Днепропетровск \| 6:2 \| «Локомотив» Одесса \| | Стадион: «Динамо», Днепропетровск |
| Динамо (Днепропетровск): Голод, Гутарев, Ломакин, Чеканов, Алексопольский, Катков, Старостин,Динер, Клецкин, Ковалев, Пурунжан, Курчанинов, Хохлов, Забуга Главный тренер: Николай Бородин |                                                            |                                   |
| «Динамо» Днепропетровск | 6:2                                                        | «Локомотив» Одесса                |